# 日本予防医学協会
一般財団法人日本予防医学協会（にほんようぼういがくきょうかい）は、健康診断事業や健康管理支援事業など、主に職域の健康に関する事業を全国展開している法人で、1967年（昭和42年）に設立された。元厚生労働省所管。
2013年（平成25年）公益法人制度改革により一般財団法人へ移行した。
全国4か所に附属診療所がある。

## 事業
- 健康診断事業
- 健康支援事業
- 健康経営支援事業
- 情報処理事業

## 附属診療所
- ウェルビーイング毛利 〒135-0001　東京都江東区毛利1-19-10 江間忠錦糸町ビル5階
- ウェルビーイング栄 〒460-0004　愛知県名古屋市中区新栄町1−3日丸名古屋ビル地下1階
- ウェルビーイング大阪堂島 〒530-0004　大阪府大阪市北区堂島浜１丁目１−２７ 大阪堂島浜タワ
- ウェルビーイング博多 〒812-0011　福岡市博多区博多駅前3-19-5 博多石川ビル2F